# Lee Soo-man
Lee Soo-man (en hangul, 이수만; en hanja, 李秀滿; romanización revisada, I Suman; McCune-Reischauer, I Suman; Seúl, 18 de junio de 1952) es un productor discográfico y cantante surcoreano, reconocido por fundar SM Entertainment, una empresa multinacional de entretenimiento con sede en Seúl. También se le conoce como el «presidente de la cultura» por ser uno de los pioneros de la ola coreana. Lee inició su carrera como cantante en 1971, mientras estudiaba en la Universidad Nacional de Seúl. En 1989, fundó SM Entertainment, que desde entonces se ha convertido en una de las compañías de entretenimiento más grandes del país.

## Carrera

### 1952-1985: Primeros años y carrera como cantante
Lee nació en Seúl, Corea del Sur, el 18 de junio de 1952, y asistió a la Universidad Nacional de Seúl de forma intermitente entre 1971 y 1979. Debutó como cantante en 1972 y se hizo conocido por sus éxitos como «Happiness» y «A Piece of Dream». Además de su carrera como músico y sus estudios en la universidad, también trabajó como DJ de radio y presentador de televisión durante ese tiempo.
En 1980, formó la banda 이수만과 365일 (Lee Soo-man and The 365 Days). Sin embargo, las políticas de censura de los medios bajo el gobierno de Chun Doo-hwan arruinaron su deseo de ingresar a la industria musical coreana.
A principios de la década de 1980, Lee decidió dejar el mundo del entretenimiento para seguir una carrera en ingeniería informática. Se fue al extranjero para trabajar en una maestría en la Universidad Estatal de California, donde fue testigo del «surgimiento de superestrellas de la generación MTV» como Michael Jackson. Inspirado por el apogeo de MTV en los Estados Unidos, Lee se propuso sentar las bases de la industria de la música pop coreana moderna. En 1985, regresó a Corea con una «visión de lo que podría ser la industria musical coreana».

### 1989-2020: Fundación de SM Entertainment
Después de su regreso a Corea, Lee se aventuró de nuevo en el mundo del entretenimiento trabajando como DJ y presentador. En 1989, después de cuatro años de ahorrar dinero y ganar experiencia en la industria, estableció una compañía de entretenimiento llamada SM Studio (llamada así por sus iniciales) en el barrio de Apgujeong de Seúl, y firmó con el cantante Hyun Jin-young. Durante la década de 1990, SM Studio desarrolló un sistema interno que se ocupaba de todos los aspectos de la carrera de sus artistas. El enfoque de Lee estaba dirigido a un público adolescente y adoptó una visión holística de las cualidades necesarias para convertirse en un artista exitoso. La empresa pasó a llamarse SM Entertainment en 1995.
En febrero de 2010, Lee renunció a su cargo como miembro de la junta directiva de SM, pero mantuvo un rol en las divisiones de administración y desarrollo de artistas de la compañía.
El 23 de enero de 2020, Billboard incluyó a Lee como uno de los líderes mundiales más influyentes de la industria musical. El 5 de febrero, Jeff Benjamin escribió para Forbes que Lee trabajó en el miniálbum [#] del grupo femenino Loona, siendo su primer proyecto fuera de SM Entertainment.

## Vida personal
La esposa de Lee, Kim Eun-jin, con quien tuvo dos hijos, falleció a causa de cáncer el 30 de septiembre de 2014. También es tío de Sunny, integrante del grupo Girls' Generation.

## Discografía
- 1977: Lee Soo-man
- 1978: Lee Soo-man
- 1978: 애창곡집
- 1980: Greatest
- 1983: Lee Soo-man
- 1985: Lee Soo-man
- 1986: 끝이 없는 순간
- 1989: New Age 2
- 1989: New Age